# スペクタキュラー・スパイダーマン
『スペクタキュラー・スパイダーマン』（The Spectacular Spider-Man）は、マーベル・コミックの大ヒットアメコミ『スパイダーマン』を原作とした、2008年からアメリカで製作されたテレビアニメシリーズ。
日本では2009年8月2日からディズニーXDにて放送開始（7月31日にディズニーXDの前身であるトゥーン・ディズニーで日本初放送）。2017年8月25日よりアニマックスへ引っ越しして放送。

## 概要
本作は『スパイダーマン&アメイジング・フレンズ』（1981年）、『スパイダーマン』（1994年）、『スパイダーマン・アンリミテッド』（1999年）、『スパイダーマン 新アニメシリーズ』（2003年）などに続くアニメシリーズの最新作である。シリーズはスタン・リーとスティーブ・ディッコ原作のコミックに基づいているが、映画三部作や『アルティメット・スパイダーマン』などの関連作品からも設定を流用している。
主人公ピーター・パーカーは高校生であり、様々なスーパーヴィランらが作り出す疑似科学の脇に携帯電話やEメールのような道具が存在する近代的な世界におけるティーンエイジャーの厭世という側面がある。番組のトーンはカートゥーンアクションとドラマ、コメディを混ぜ合わせたものになっている。それぞれのシーズンはピーターの高校の半学年内に起こった出来事であり、シーズン1では9月から感謝祭まで、シーズン2では12月から3月までを描いている。
シーズン3の制作も予定されていたが、ディズニーがマーベル・コミックを買収した後、26話で制作中止となった。
なお、かつては同題のレギュラー誌が存在していた（『The Spectacular Spider-Man』、1976年 - 1998年）。「spectacular」とは「壮観な」「目を見張らせる」といった意味。
アメリカでは2022年10月19日からDisney+で配信されていたが、2023年12月4日に配信終了した。日本では2022年3月31日から12月31日までdアニメストアで配信されたことがあるが、現在視聴可能なプラットフォームは無い。

## あらすじ
ピーター・パーカーは、ミッドタウン高校に通う高校3年生。ある日、科学実験室にいた放射線のクモに噛まれ、スーパーパワーを手に入れる。しかし、ベンおじさんが謎の強盗に殺されてしまい、その強盗がテレビ局で自分が逃がした強盗だと気づく。酷く悲しんだピーターは、ベンおじさんが残した「大いなる力には、大いなる責任が伴う」という言葉を信じ、悪いやつらと戦うためにスパイダーマンに変身する。

## 登場人物

### メインキャラクター
スパイダーマン/ピーター・パーカー
声 - 猪野学/英 - ジョシュ・キートン
今作の主人公。高校（学校名：Midtown Manhattan Magnet High School）に通う16歳の少年。
グウェンドリン（グウェン）・ステーシー
声 - 東條加那子/英 - レイシー・シャベール
ピーターと同じ高校に通う少女。
眼鏡を掛けた金髪の少女だったがシーズン2後半からコンタクトレンズに変え、前髪も素顔が出る様広げてイメージチェンジをした。
ハリー・オズボーン
声 - 疋田高志/英 - ジェームズ・アーノルド・テイラー
リズ・アレン
声 - /英 - アラナ・ユーバック
シーズン1後半から2に掛けてのピーターの彼女。
ユージーン・フラッシュ・トンプソン
声 - 澤田将考/英 - ジョシュア・レバー
メリージェーン・ワトソン
声 - 世戸さおり/英 - ヴァネッサ・マーシャル
シーズン1の6話のラストに初登場する。登場の仕方は原作同様だが“ダンスパーティで一緒に踊る相手”として紹介された。
J・ジョナ・ジェイムソン
声 - 立川三貴/英 - ダラン・ノリス
デイリー・ビューグル社の編集長。スパイダーマンを非常に毛嫌いするが、ピーターの身を守ろうとする場面がある（シーズン1の6話より）。
ジョージ・ステーシー
声 - 千々和竜策/英 - クランシー・ブラウン
グウェンの父で警部を務めている。スパイダーマンを心から信頼している。

### サポートキャラクター
メイ・パーカー
声 - 大橋世津/英 - デボラ・ストラング
ベン・パーカー
声 - 星野充昭/英 - エドワード・アズナー
カート・コナーズ/リザード
声 - 佐々木睦/英 - ディー・ブラッドリー・ベイカー
マーサ・コナーズ
声 - 世戸さおり/英 - キャス・スーシー
ランディ・ランド・ロバートソン
声 - 千々和竜策/英 - フィル・ラマール
ケニー・キング・コング
声 - /英 - アンドリュー・キシノ
ホビー・ブラウン
声 - /英 - チャールズ・ダックワース
グローリー・グラント
声 - /英 - クリー・サマー
サリー・エイブル
声 - 中村公子/英 - グレイ・デリスル
シャ・シャン・グエン
声 - /英 - ケリー・ヒュー
アーロン・ウォレン
声 - /英 - ブライアン・ジョージ
ベティー・ブラント
声 - 八木かおり/英 - グレイ・デライル
ジョセフ（ジョー）・ロビー・ロバートソン
声 - 星野充昭/英 - フィル・ラマール
ネッド・リー
声 - /英 - アンドリュー・キシノ
フレドリック・フォズウェル
声 - /英 - ジェームズ・アーノルド・テイラー
ジョン・ジェイムソン/コロネル・ジュピター
声 - 千々和竜策/英 - ダラン・ノリス
フェリシア・ハーディ/ブラックキャット
声 - /英 - トリシア・エルファー

### ヴィラン
ロニー・トンプソン・リンカーン/トゥームストーン/ビッグマン
声 - 廣田行生/英 - キース・デイヴィッド（第1話のみ）→ケビン・マイケル・リチャードソン
ハンマーヘッド
声 - 星野充昭/英 - ジョン・ディマジオ
ビッグマンの腹心。
エンフォーサーズ
ビッグマンの部下の3人集。瞬発力や怪力をそれぞれ備え持っている。
チームでの戦闘は1度目はノーマルスーツ、2度目はスーパースーツを着用して戦った。
モンタナ/ショッカー
声 - 千々和竜策/英 - ジェフ・ベネット
ファンシー・ダン/リコシェット
声 - /英 - フィル・ラマール
オックス
声 - /英 - クランシー・ブラウン→ダニー・トレホ
エイドリアン・トゥームズ/ヴァルチャー
声 - /英 - ロバート・イングランド
マックス・ディロン/エレクトロ
声 - 千々和竜策/英 - クリスピン・フリーマン
フリント・マルコ/サンドマン
声 - /英 - ジョン・ディマジオ
アレックス・オーハーン/ライノ
声 - /英 - クランシー・ブラウン
ノーマン・オズボーン/グリーンゴブリン
声 - /英 - アラン・レイキンズ（ノーマン・オズボーン）、スティーヴン・ブルーム（グリーンゴブリン）
オットー・オクティヴィアス/ドクター・オクトパス
声 - /英 - ピーター・マクニコル
カメレオン
声 - /英 - スティーヴン・ブルーム
エディ・ブロック/ヴェノム
声 - /英 - ベンジャミン・ディスキン
マイルズ・ウォレン
声 - /英 - ブライアン・ジョージ
クェンティン・ベック/ミステリオ
声 - /英 - ザンダー・バークレー
フィネアス・メイソン/テリブル・ティンカラー
声 - /英 - トム・アドコックス
セルゲイ・クラヴィノフ/クレイヴン・ザ・ハンター
声 - 廣田行生/英 - エリック・ヴェスビット
セーブル・マンフレディ/シルバーセーブル
声 - /英 - ニッキー・コックス
シルビオ・マンフレディ/シルバーメイン
声 - /英 - ミゲル・フェラー
マーク・アレン/モールトンマン
声 - /英 - エリック・ロペス

## スタッフ
- 原作 - スタン・リー、スティーヴ・ディッコ
- スーパーバイジングディレクター - ヴィクター・クック
- ストーリーエディター / スーパーバイジングプロデューサー - グレッグ・ワイズマン
- キャラクターデザイン / キャラクター・スーパーバイザー - ショーン・ギャロウェイ
- キャスティング / 録音監督 - ジェイミー・トマソン
- 音楽 - ロリータ・リトマニス、クリストファー・カーター、マイケル・マッキション
- プロデューサー - ヴィクター・クック、ダイアン・A・クレア
- 製作総指揮 - スタン・リー、クレイグ・カイル、エリック・S・ロールマン
- アニメーション制作 - アデレード・プロダクション
- アニメーション制作協力 - ハンホ興業、ムア・アニメーション
- 製作 - マーベル・コミック、クローバー・エンターテイメント、ソニー・ピクチャーズ テレビジョン

### 日本語版スタッフ
- 翻訳 - 松崎広幸
- 演出 - 岩見純一
- 録音制作 - ACクリエイト
- 配給 - ソニー・ピクチャーズ エンタテインメント

## 主題歌
「Spectacular Spider-Man Theme」
歌 - The Tender Box

## 放映リスト

### シーズン1
| 話数 | タイトル                         | 原題                      | 脚本                                          | 演出                                  | 放送日        | 放送日                      |
| --- | -------------------------------- | ------------------------- | --------------------------------------------- | ------------------------------------- | ------------- | --------------------------- |
| 1 | 復讐の鳥人 バルチャー            | Survival of the Fittest   | グレッグ・ワイズマン                          | ヴィクター・クック                    | 2008年 3月8日 | 2009年 7月31日(先行) 8月2日 |
| バルチャーは、自分が発明したものをノーマン・オズボーンにとられ、復讐しようとする。                                                            |                                  |                           |                                               |                                       |               |                             |
| 2 | 電撃男 エレクトロ                | Interactions              | ケヴィン・ホップス                            | トロイ・アドマイティス                | 3月8日        | 7月31日(先行) 8月9日        |
| ESUのラボで電気を浴びたマックスはエレクトロになり、コナーズ教授に自分を元のマックスに戻すよう説得するが、戻さなかった場合は罰を与えるという。 |                                  |                           |                                               |                                       |               |                             |
| 3 | トカゲの夢 リザード              | Natural Selection         | マット・ウェイン                              | デイヴ・ブロック                      | 3月15日       | 8月16日                     |
| コナーズ教授が凶暴なトカゲになってしまい、市民を妨害するようになる。                                                                          |                                  |                           |                                               |                                       |               |                             |
| 4 | 衝撃波男 ショッカー              | Market Forces             | アンドリュー・ロビンソン                      | ダン・フォーセット                    | 3月22日       | 8月23日                     |
| メイおばさんが家の支払いに困っていたため、ピーターはそれを手伝うことに。そこで、ショッカーが街で大暴れを起こす。                              |                                  |                           |                                               |                                       |               |                             |
| 5 | 砂の男 サンドマン                | Competition               | ケヴィン・ホップス                            | トロイ・アドマイティス                | 3月29日       | 8月30日                     |
| 6 | 大都会の猛獣 ライノ              | The Invisible Hand        | マット・ウェイン                              | デイヴ・ブロック                      | 4月12日       | 9月6日                      |
| 7 | 爆弾男 グリーンゴブリン パート1  | Catalysts                 | アンドリュー・ロビンソン                      | ヴィクター・クック                    | 4月26日       | 9月13日                     |
| 8 | 8本のアーム ドクター・オクトパス | Reaction                  | ランディ・ジャント                            | ジェニファー・コイル                  | 5月3日        | 9月20日                     |
| 9 | 爆弾男 グリーンゴブリン パート2  | The Uncertainty Principle | ケヴィン・ホップス                            | デイヴ・ブロック                      | 5月10日       | 9月27日                     |
| 10 | 女怪盗ブラックキャット           | Persona                   | マット・ウェイン                              | ダン・フォーセット                    | 5月17日       | 10月4日                     |
| 11 | 悪の6人組 シニスター・シックス   | Group Therapy             | グレッグ・ワイズマン アンドリュー・ロビンソン | ジェニファー・コイル デイヴ・ブロック | 5月31日       | 10月11日                    |
| 12 | 宇宙生命体 ヴェノム パート1      | Intervention              | グレッグ・ワイズマン                          | デイヴ・ブロック                      | 6月7日        | 10月18日                    |
| 13 | 宇宙生命体 ヴェノム パート2      | Nature vs. Nurture        | ケヴィン・ホップス                            | ヴィクター・クック                    | 6月14日       | 10月25日                    |

### シーズン2
| 話数 | タイトル                            | 原題                | 脚本                     | 演出                   | 放送日         | 放送日         |
| ---- | ----------------------------------- | ------------------- | ------------------------ | ---------------------- | -------------- | -------------- |
| 14   | 煙の魔術師 ミステリオ               | Blueprints          | ケヴィン・ホップス       | ジェニファー・コイル   | 2009年 6月22日 | 2009年 11月1日 |
| 15   | 草原の狩人クレイヴン                | Destructive Testing | マット・ウェイン         | ケヴィン・アルティエリ | 2009年 6月22日 | 11月8日        |
| 16   | 再結集! シニスター・シックス        | Reinforcement       | アンドリュー・ロビンソン | マイケル・ゴーゲン     | 6月29日        | 11月15日       |
| 17   | 正体現る! マスター・プランナー      | Shear Strength      | ランディ・ジャント       | ジェニファー・コイル   | 7月6日         | 11月22日       |
| 18   | 新生 ニュー・サンドマン             | First Steps         | ケヴィン・ホップス       | ケヴィン・アルティエリ | 7月13日        | 11月29日       |
| 19   | 敵か味方か コロネル・ジュピター     | Growing Pains       | ニコール・ダバック       | マイケル・ゴーゲン     | 7月20日        | 12月6日        |
| 20   | 宿敵再び ヴェノム パート3           | Identity Crisis     | アンドリュー・ロビンソン | ジェニファー・コイル   | 7月27日        | 12月13日       |
| 21   | 女戦士 シルバーセーブル             | Accomplices         | ニコール・ダバック       | ケヴィン・アルティエリ | 10月7日        | 12月20日       |
| 22   | 悪の三人衆 ニュー・エンフォーサーズ | Probable Cause      | ケヴィン・ホップス       | マイケル・ゴーゲン     | 10月14日       | 12月27日       |
| 23   | 闇の帝王 シルバーメイン             | Gangland            | アンドリュー・ロビンソン | ジェニファー・コイル   | 10月21日       | 2010年 1月3日  |
| 24   | 燃える溶岩男 モールトンマン         | Subtext             | ニコール・ダバック       | ケヴィン・アルティエリ | 11月4日        | 1月10日        |
| 25   | 暴動刑務所 グリーンゴブリン パート3 | Opening Night       | グレッグ・ワイズマン     | マイケル・ゴーゲン     | 11月18日       | 1月17日        |
| 26   | 運命の対決 グリーンゴブリン パート4 | Final Curtain       | ケヴィン・ホップス       | ヴィクター・クック     | 11月18日       | 1月24日        |

## 放送局
| 放送局             | 放送日付                     | 放送時間                                                                    | 備考                                           |
| ------------------ | ---------------------------- | --------------------------------------------------------------------------- | ---------------------------------------------- |
| トゥーンディズニー | 2009年7月31日                | 不明                                                                        | リピートあり                                   |
| ディズニーXD       | 2009年8月2日 - 2010年1月24日 | 日曜 16:00 - 16:30 日曜 22:00 - 22:30 土曜 16:00 - 16:30 土曜 22:00 - 22:30 | 日曜日は新作 土曜日は再放送 22時はリピート放送 |
| アニマックス       | 2017年8月25日 - 10月3日      | 月曜 - 金曜 8:30 - 9:00 月曜 - 金曜 26:30 - 27:00                           | リピートあり                                   |